# Arte dei Correggiai
 (mars 2023).
Si vous disposez d'ouvrages ou d'articles de référence ou si vous connaissez des sites web de qualité traitant du thème abordé ici, merci de compléter l'article en donnant les références utiles à sa vérifiabilité et en les liant à la section « Notes et références ».
L'Arte dei Correggiai est une corporation des arts et métiers de la ville de Florence, l'un des arts mineurs des Arti di Firenze qui y œuvraient avant et pendant la Renaissance italienne.

## Membres de la corporation
Tous les artisans corroyeurs qui confectionnaient des ceintures, des boucliers, des arbalètes et toutes les pièces de cuir utilisés  pour l'usage militaire, de grande importance lorsque la guerre n'employait que les armes blanches avant l'apparition des armes à feu.

## Saint patron
La Sainte Trinité, à partir de 1331, après l'édit du pape Jean XII.

## Héraldique
Trois raies pendantes ondulantes à partir du milieu d'un champ blanc.